# Giordano Bruno Guerri
Giordano Bruno Guerri   (Monticiano, 21 de desembre de 1950) és un historiador, editor i assagista italià. Va ser redactor en cap de les revistes Storia illustrata i L'indipendente així com a director editorial de la casa Mondadori. És conegut pels seus estudis sobre la història del segle xx, i particularment sobre el vintenni feixista italià i les relacions dels italians amb l'Església catòlica.
Va néixer en una família catòlica que li imparteix una expressa educació religiosa. Després de participar en el moviment del maig de 1968, el va començar els estudis d'Història contemporània a la Universitat Catòlica del Sagrat Cor a Milà. Per pagar els estudis, treballa com corrector entre d'altres per a l'editorial Garzanti. El 1985, la seva biografia de Maria Goretti (1890-1902), al qual oposa la hagiografia oficial de l'Església catòlica a una biografia històrica científica, va ser un èxit considerable en una Itàlia a la qual encara no era gaire costum de dubtar públicament de la versió de la veritat promulgada per l'Església.
Des de 2008 presideix la fundació Vittoriale degli italiani («monument a la victòria dels italians»), un conjunt de museus al municipi de Gardone Riviera a l'antiga vil·la de l'escriptor Gabriele D'Annunzio.

## Obres destacades
- Fascisti. Gli italiani di Mussolini. Il regime degli italiani [Feixistes. Els italians de Mussolini. El règim dels italians] (2017)[7]
- Povera santa, povera assassino: la vera storia di Maria Goretti [Pobre santa, pobre assassí, la veritable història de Maria Goretti](1985)[8]
- Disobbedisco Cinquecento giorni di rivoluzione - Fiume 1919-1920[2]